# San Carlo (Sessa Aurunca)
San Carlo è una frazione del comune di Sessa Aurunca, in provincia di Caserta, distante da Sessa circa 13,5 km.
Frazione collinare di circa 1 000 abitanti si trova sulle pendici del vulcano spento di Roccamonfina. È situato a Nord-Ovest del Comune di Sessa Aurunca nella zona collinare e precollinare delle pendici del Monte Frascara, denominate "Toraglie", anticamente fondo dei Toraldo. Di cui S.Carlo è il centro più importante.
Posta in posizione climatica particolarmente favorevole, avendo il Mar Tirreno di fronte, è nota alle cronache politiche per la sua vivacità civica e per il forte radicamento di idee di sinistra.
Inoltre, San Carlo, è l'unica frazione collinare del comune di Sessa Aurunca inserita integramelmente nel Parco regionale di Roccamonfina-Foce Garigliano.

## Storia
Le origini sono abbastanza ignote, si sa per certo che la Chiesa, intitolata a S.Carlo Borromeo, è stata edificata nel 1613, come è possibile leggere sull'architrave del portone di ingresso.
Una leggenda indica la fondazione di San Carlo quale conseguenza della distruzione da parte di termiti di un altro paese di nome S.Angelo, posto leggermente più in basso dell'attuale posizione di S.Carlo. A validare questa ipotesi va segnalato che ancora oggi esiste un'area agricola denominata Sant'Angelo, ove è possibile ritrovare resti di vecchi fabbricati.

## Economia
Di particolare rilievo sono diventate due produzioni di estrema peculiarità: il vino Aglianico, reso famoso dall'azienda Fontana Galardi, con l'etichetta "Terra di Lavoro" e il formaggio "caso peruto", formaggio caprino reso particolare sia dal processo di produzione e conservazione sia dall'utilizzo di alcune erbe aromatiche tipiche del vulcano di Roccamonfina.